# Charles S. Windover & Co.
Charles S. Windover & Co. (kurz: Windover oder Windovers) war ein britischer Hersteller von Kutschen und Automobilkarosserien. Das Unternehmen baute in der ersten Hälfte des 20. Jahrhunderts zahlreiche Karosserien für Oberklassefahrzeuge meist britischer Herkunft, später entstanden auch Aufbauten für Omnibusse.

## Unternehmensgeschichte
Die Windover Company geht auf einen im 17. Jahrhundert gegründeten, im mittelenglischen Huntingdon ansässigen Kutschenhersteller zurück. 1856 übernahm Charles Sandford Windover (1819–1900) den Betrieb und gründete mit seinen Ressourcen das Unternehmen Charles S. Windover & Co. Nachdem das Unternehmen anfänglich vor allem Aufträge lokaler Kunden erhalten hatte, expandierte es in den folgenden Jahrzehnten auf den Markt der britischen Hauptstadt und gewann zunehmend wohlhabende Kunden. Zum Ende des 19. Jahrhunderts gehörten indische Prinzen, der australische Gouverneur und auch Mitglieder der königlichen Familie zu den Auftraggebern Windovers. Ein Pressebericht von 1896 bezeichnete Windovers als „das wirtschaftliche Rückgrat Huntingdons“.
Anfang des 20. Jahrhunderts begann Windovers, Karosserien für Automobile herzustellen. 1920 hatte Windovers in London einen guten Ruf als Produzent hochwertiger Karosserien für Oberklassechassis, obwohl sich der Unternehmenssitz nach wie vor in der Provinz in Huntingdon befand und in London lediglich ein Ausstellungsraum existierte. Nachdem Charles Windovers Enkelkinder die Leitung des Betriebes übernommen hatten, verlegten sie 1924 den Standort nach Colindale im Nordwesten Londons. Nach vielfach geäußerter Ansicht ließ die handwerkliche Qualität der Windovers-Aufbauten nach dem Umzug nach London spürbar nach.
Windovers setzte den Bau von Automobilkarosserien bis zum Ausbruch des Zweiten Weltkriegs fort. Das Unternehmen fertigte sowohl individuelle Karosserien im Auftrag einzelner Kunden als auch Kleinserien für verschiedene, vornehmlich britische Chassishersteller. Nach Kriegsende nahm das Unternehmen den Karosseriebau im Pkw-Bereich zunächst wieder auf, ohne aber an die Erfolge aus der Vorkriegszeit anknüpfen zu können. Ab 1947 konzentrierte sich das Unternehmen auf Omnibusaufbauten. Nach wirtschaftlichen Schwierigkeiten zu Beginn der 1950er-Jahre wurde Windovers 1956 von dem Londoner Automobilhändler Henly’s übernommen. Die Karosserieproduktion wurde im gleichen Jahr eingestellt.

## Aufbauten für Pkw
Windovers arbeitete vornehmlich mit Chassis von Daimler und Rolls-Royce; außerdem entstanden Aufbauten für Alvis, Bentley, Lagonda und Lanchester, vereinzelt auch für Mercedes-Benz.
Zu den letzten Automobilkarosserien von Windovers gehören Aufbauten für die Modelle DE27 und DE36 von Daimler. Beide Modelle sind abgesehen von der Motorisierung weitestgehend baugleich. Windover entwarf zwei Aufbauvarianten (Nr. 116 und Nr. 136), die gleichermaßen auf DE27- und DE36-Fahrgestelle passten. Für beide Typen baute Windover zusammengenommen 50 Karosserien, davon insgesamt zehn auf DE-36-Fahrgestelle. 1954 baute Windovers die ersten Serienkarosserien für Beardmores Mark-VII-Taxi, bevor Metro Cammell Weymann die Serienproduktion übernahm.

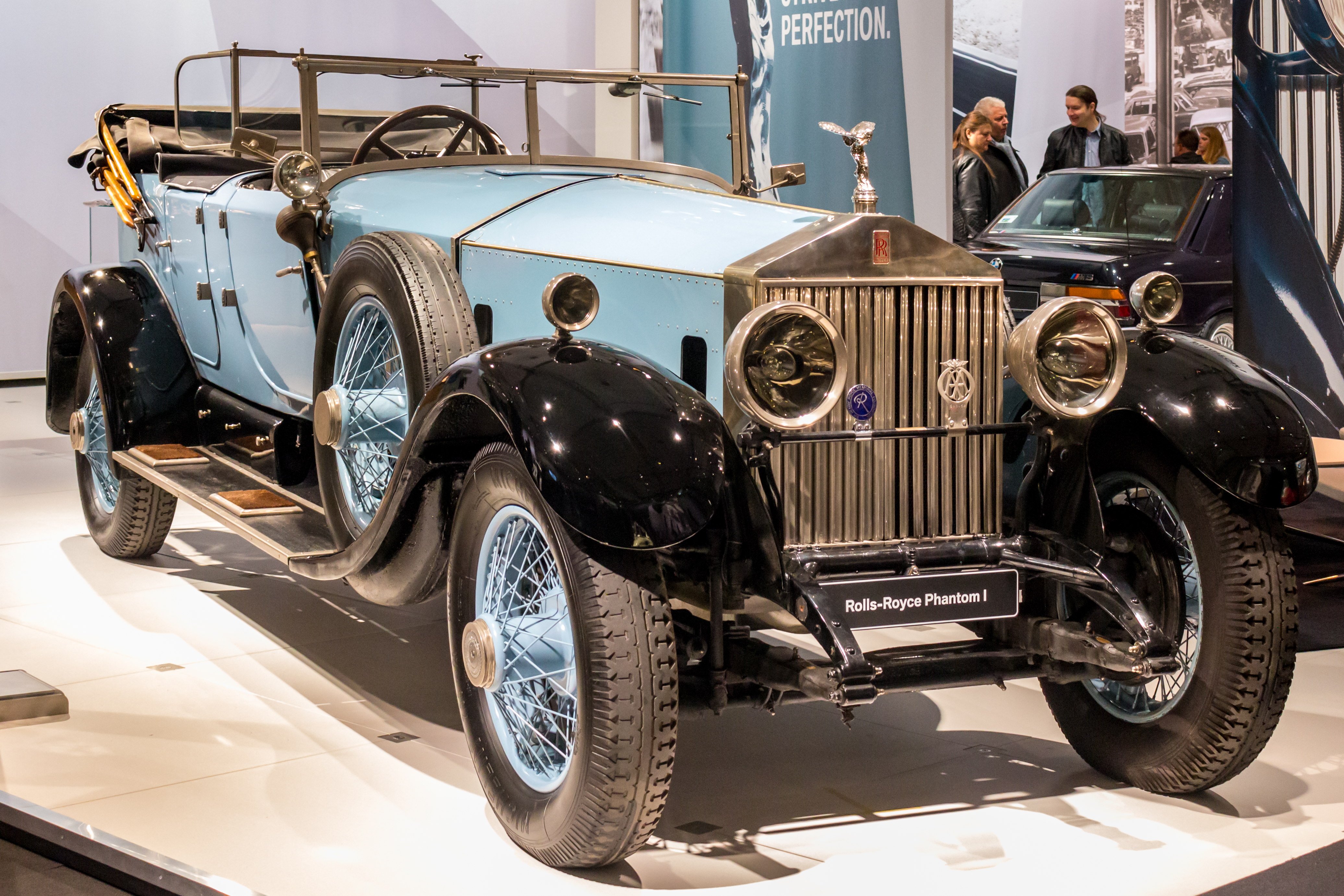
Rolls-Royce Phantom I Open Tourer (1926)
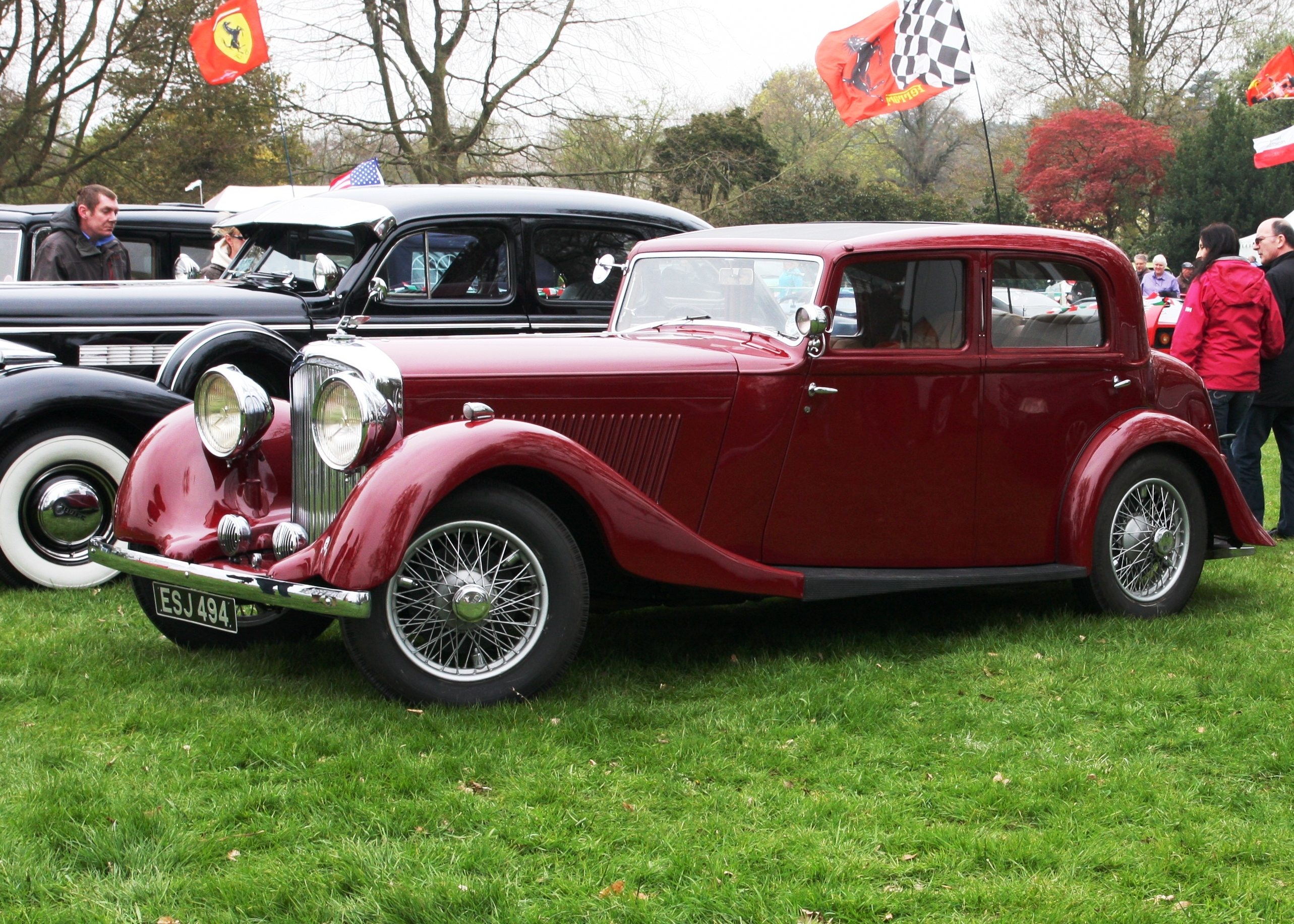
Bentley 3½ Litre Sports Saloon (1935)
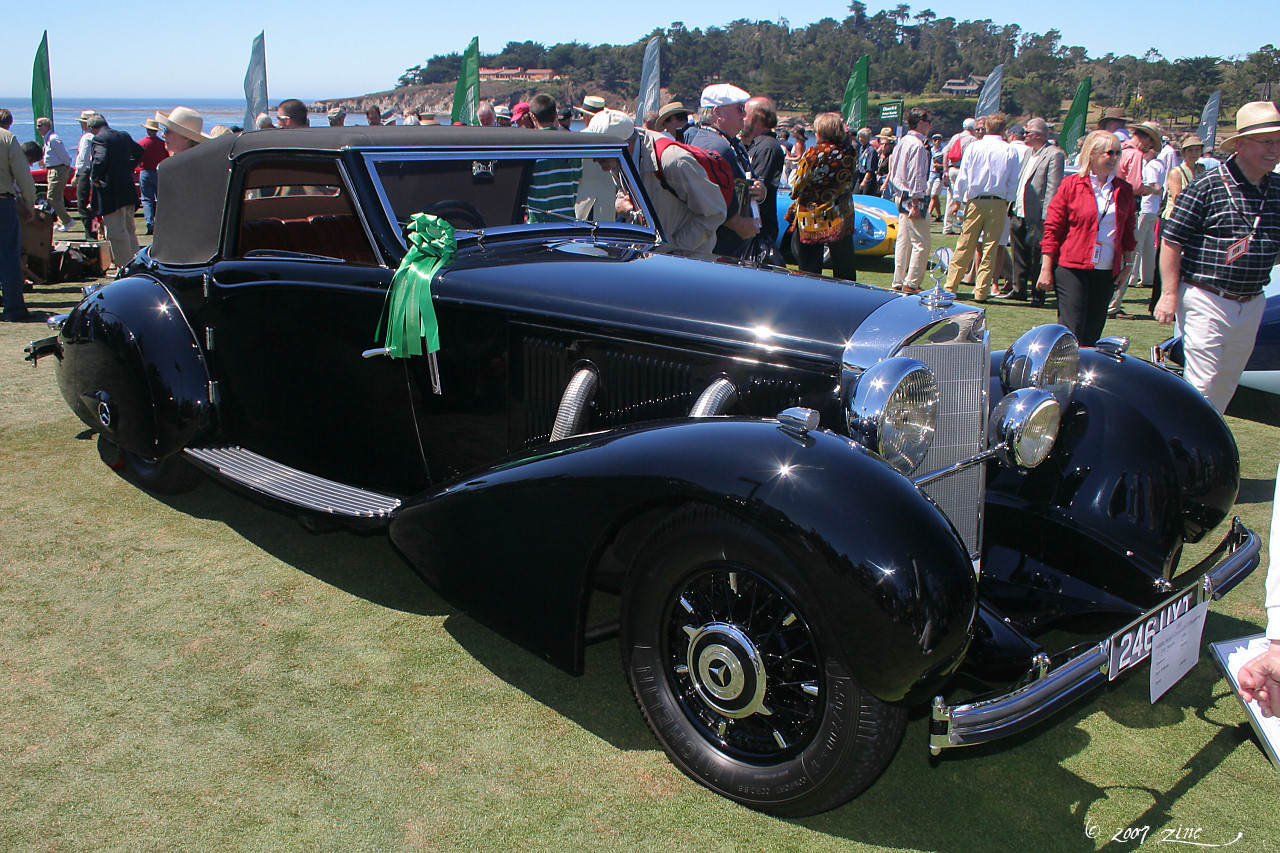
Mercedes-Benz 500K mit Roadster-Karosserie von Windovers (1935)
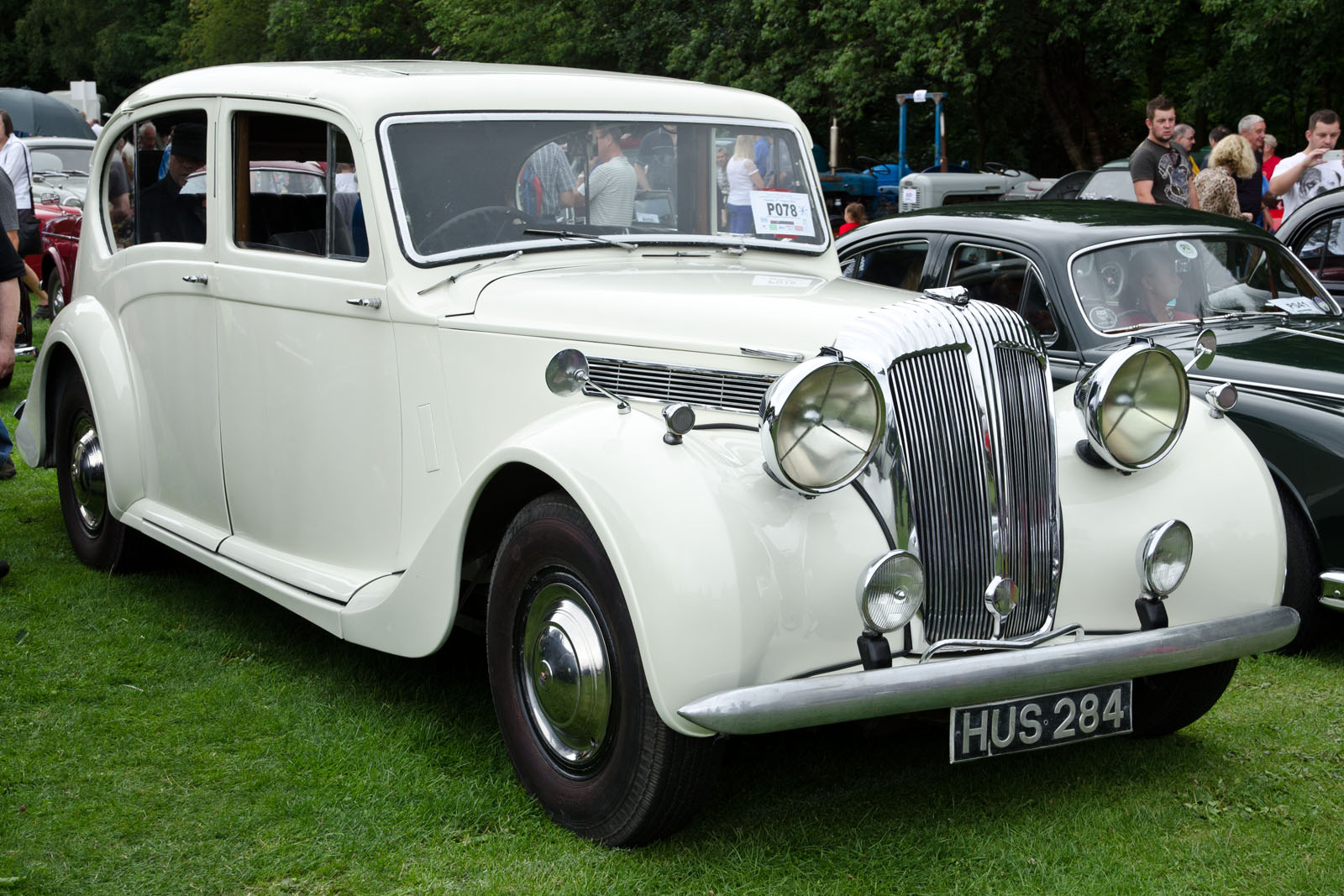
Daimler DE27 von 1949 mit Windovers-Karosserie (Design Nr. 136)
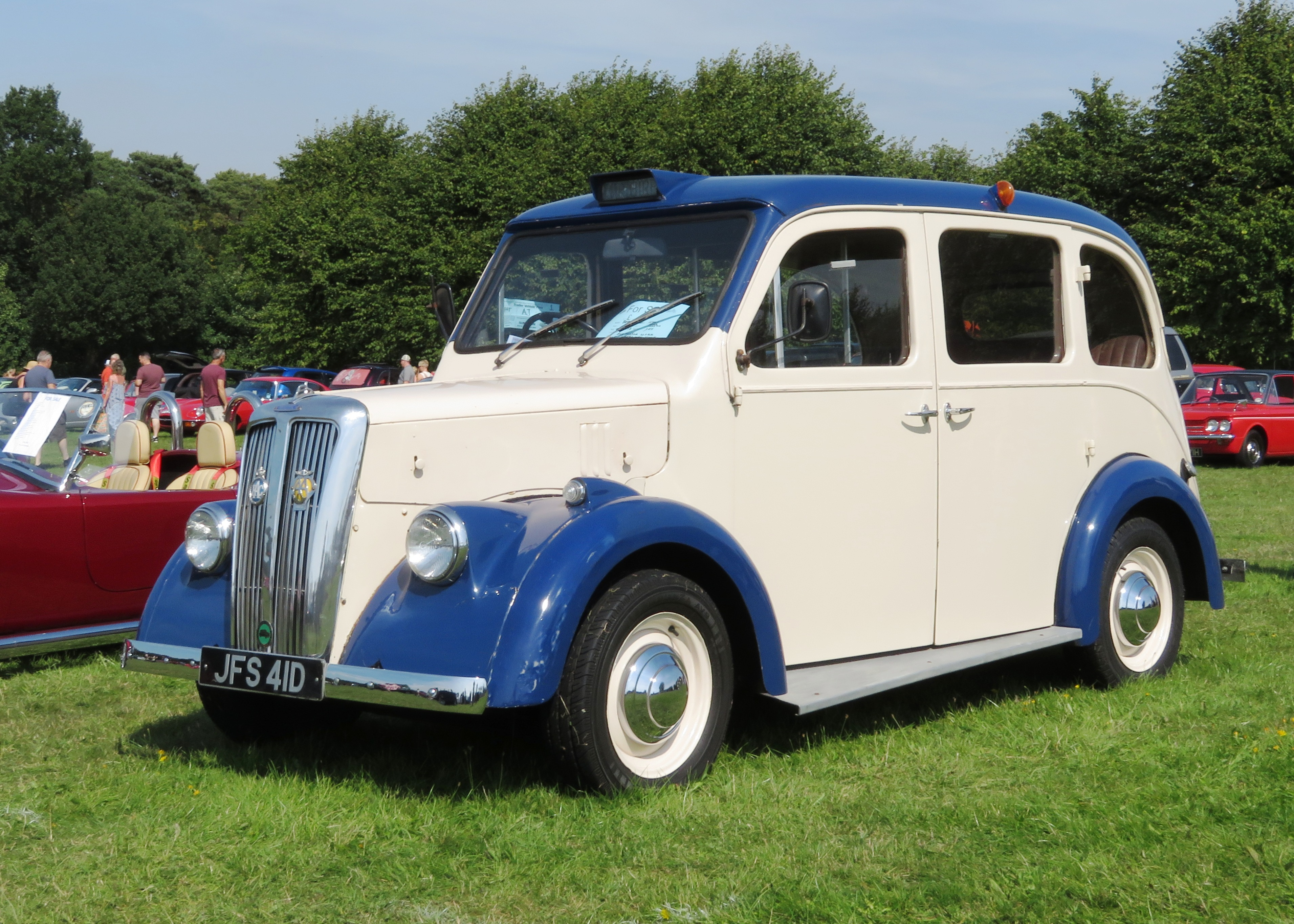
Beardmore Mk. VII

## Aufbauten für Omnibusse

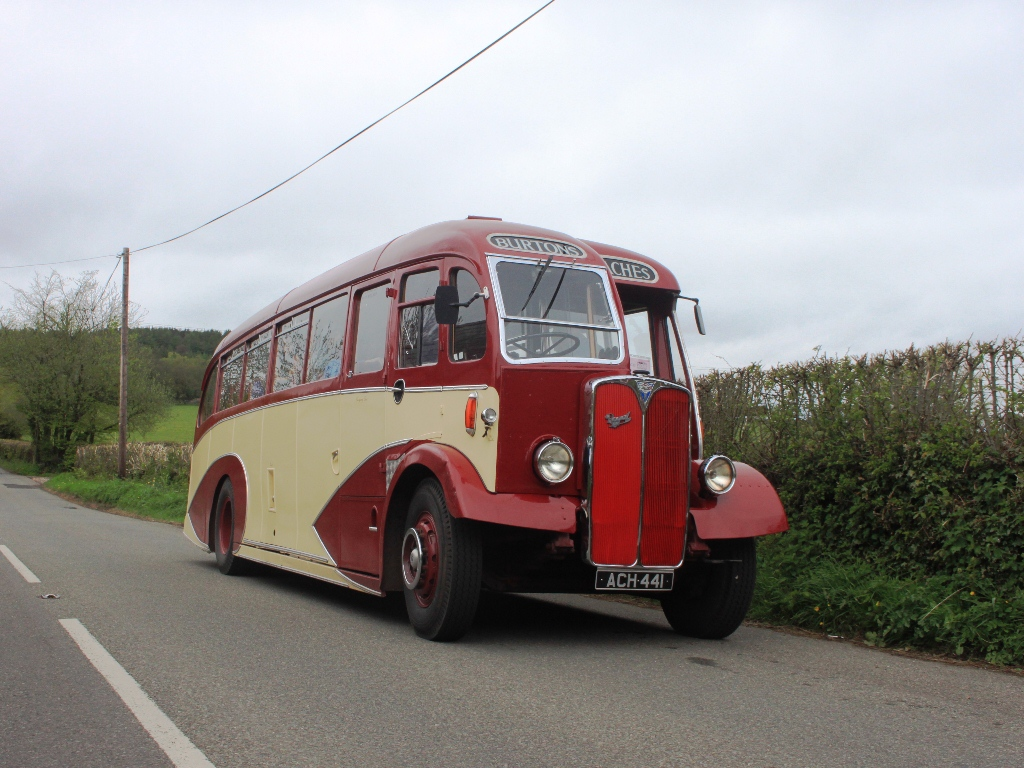
AEC Regal III mit Aufbau von Windovers (1948)

Nach dem Ende des Zweiten Weltkriegs lag der Tätigkeitsschwerpunkt von Windovers bei der Herstellung von Omnibusaufbauten, vor allem für Reisebusse. In erster Linie basierten die Windovers-Busse auf Fahrgestellen von ACE und Leyland, vereinzelt auch auf Fahrgestellen von Bristol. Nach anfänglichen Arbeiten mit Frontmotorchassis wandte sich Windovers zu Beginn der 1950er-Jahre Fahrgestellen mit Unterflurmotor zu. Ein besonderes Merkmal der Windovers-Aufbauten waren stilisierte Kotflügel an den Wagenflanken, die vielfach farblich abgesetzt lackiert waren. Die Qualität der Windovers-Busse übertraf aus damaliger Sicht das Niveau der Konkurrenzprodukte von Duple. Der letzte Bus mit Windovers-Aufbau entstand 1955.